# Jim Spivey
James ("Jim") Calvin Spivey , född den 7 mars 1960 i Schiller Park, Illinois, är en amerikansk medeldistanslöpare.
Spiveys främsta merit är bronset på 1 500 meter från VM 1987 i Rom. Han var även i två OS-finaler på samma distans. Vid Olympiska sommarspelen 1984 slutade han på femte plats och vid Olympiska sommarspelen 1992 blev han åtta. Dessutom slutade han på femte plats vid VM 1993 i Stuttgart.
Han deltog vid Olympiska sommarspelen 1996 där han tävlade på den längre distansen 5 000 meter men blev då utslagen redan i försöken.

## Personliga rekord
- 1 500 meter - 3.31,01 från 1988
- 5 000 meter - 13.15,86 från 1994